# Анте Земљар
Анте Земљар (Паг, 18. фебруар 1922 — Загреб, 1. август 2004) био је југословенско-хрватски књижевник.

## Биографија
Анте Земљар је рођен на Пагу 1922. године. Основну и средњу школу завршио је у Пагу и Шибенику, а у Загребу је дипломирао компаративну књижевност на Филозофском факултету 1962. Учио је израду мозаика у Равени.
Учествовао је у Народно-ослободилачкој борби од 1941. године као илегалац, борац покрета отпора, политички активиста и официр. Као млади илегалац је са групом својих другова после премештања логора Слана, а за време полицијског часа, на централни крст на пашком гробљу поставио венац од глоговог трња с натписом „Жртвама Слане“.
После рата уписао се на Филозофски факултет у Загребу, и био у редакцији часописа Извор. У време резолуције Информбироа бива ухапшен. Период од 1949. до 1953. године је провео као политички затвореник на Голом отоку, где је написао књигу стихова Пакао наде.
Почетком деведесетих година, у време дивљања хрватских националиста који су по хрватској рушили споменике жртвама усташког терора Земљар се томе успротивио. Године 1993. је његов мозаички атеље уништен бомбама и минама, а заједно с њим и библиотека, низ вредних уметнина и 240 нацрта пашких чипки. Починиоци никада нису пронађени.

## Књижевни рад
Објавио је десетак књига. У књижевности се Анте Земљар исказао као песник, приповедач, путописац, романописац, критичар и сценариста. Сарађивао је са готово свим релевантним књижевним часописима и писао радио комедије и филмске сценарије. Посебно је успешан у неколико књига где описује климу и људе свог подрчја - хрватску обалу и кварнерска острва. Вероватно најзначајнији рад Анте Земљара је књига књиге је Харон и судбине где је изнео истину о усташком концентрационом логору Слана 1941. године.